# K리그 팬타스틱 플레이어상
K리그 '팬'타스틱 플레이어(K-League 'FAN'tastic Player)는 한국프로축구연맹에서 2009 시즌부터 신설한 상으로 K리그 축구팬이 직접 참여하는 투표를 통해 선정된다. '팬'타스틱은 팬이 직접 뽑은 선수라는 의미를 담고 있다. 투표는 축구팬이라면 누구나 참여할 수 있으며, K리그 홈페이지에서 자신이 추천하는 선수를 세 명(1 ~ 3순위) 적어서 응모하면 된다. 투표 대상은 해당 시즌 K리그에 등록된 모든 선수이다.

## 역대 수상자
| 시즌 | 이름       | 포지션        | 구단               |
| ---- | ---------- | ------------- | ------------------ |
| 2009 | 이동국     | 공격수 (FW)   | 전북 현대 모터스   |
| 2010 | 구자철     | 미드필더 (MF) | 제주 유나이티드    |
| 2011 | 이동국     | 공격수(FW)    | 전북 현대 모터스   |
| 2012 | 데얀       | 공격수(FW)    | FC 서울            |
| 2013 | 김신욱     | 공격수(FW)    | 울산 현대          |
| 2014 | 이동국     | 공격수(FW)    | 전북 현대 모터스   |
| 2015 | 이동국     | 공격수(FW)    | 전북 현대 모터스   |
| 2016 | 레오나르도 | 미드필더(MF)  | 전북 현대 모터스   |
| 2017 | 조나탄     | 공격수(FW)    | 수원 삼성 블루윙즈 |

## 참고 자료
- K리그 공식 웹사이트 : 역대 개인상 수상자
- K리그 공식 웹사이트 : K리그 히스토리

## 같이 보기
- K리그
- K리그 클래식
- K리그 챌린지
- K리그 최우수선수상
- K리그 득점상
- K리그 도움상
- K리그 베스트 11
- K리그 감독상
- K리그 개인 수상 기록
- K리그 구단 수상 기록